# 4406 Mahler
4406 Mahler è un asteroide della fascia principale. Scoperto nel 1987, presenta un'orbita caratterizzata da un semiasse maggiore pari a 3,1541580 UA e da un'eccentricità di 0,1282774, inclinata di 1,90390° rispetto all'eclittica.